# Daniel P. Hanley
Pour les articles homonymes, voir Hanley (homonymie).
Daniel P. Hanley est un monteur américain né en 1955 en États-Unis.

## Filmographie
- 1978 : Mork & Mindy (série télévisée)
- 1982 : Les Croque-morts en folie (Night Shift)
- 1984 : Splash
- 1984 : Summer Fantasy (TV)
- 1984 : Obsessive Love (TV)
- 1985 : Cocoon
- 1986 : Gung Ho, du saké dans le moteur
- 1986 : Armé et dangereux (Armed and Dangerous)
- 1987 : Étalage public (Warm Hearts, Cold Feet) (TV)
- 1988 : Willow
- 1989 : Simetierre (Pet Sematary)
- 1989 : Portrait craché d'une famille modèle (Parenthood)
- 1990 : Junior le terrible (Problem Child)
- 1991 : Backdraft
- 1992 : Horizons lointains (Far and Away) de Ron Howard
- 1993 : Un flic et demi (Cop and ½)
- 1994 : Le Journal (The Paper)
- 1995 : Apollo 13
- 1996 : La Rançon (Ransom)
- 1997 : In and Out (In & Out)
- 1999 : En direct sur Edtv (Edtv)
- 2000 : Le Grinch (How the Grinch Stole Christmas)
- 2001 : Un homme d'exception (A Beautiful Mind)
- 2003 : Mister Sterling (série télévisée)
- 2003 : Les Disparues (The Missing)
- 2005 : De l'ombre à la lumière (Cinderella Man)
- 2006 : Da Vinci Code (The Da Vinci Code)
- 2008 : Frost/Nixon
- 2009 : Anges et Démons
- 2010 : Jonah Hex
- 2011 : Le Dilemme
- 2013 : Rush

## Distinctions

### Récompenses
- 1996 : Oscar du meilleur montage pour Apollo 13
- Boston Society of Film Critics Awards 2013 : Meilleur montage pour Rush
- British Academy Film Awards 2014 : Meilleur montage pour Rush